# Luiza Tavares de Almeida
Pour les articles homonymes, voir Almeida (homonymie).
Luiza Tavares de Almeida, née le 7 septembre 1991 à São Paulo, est une cavalière de dressage brésilienne.
Elle remporte aux Jeux panaméricains de 2007 à Rio de Janeiro la médaille de bronze en dressage par équipes. Elle participe aux épreuves individuelles de dressage des Jeux olympiques d'été de 2008 et aux Jeux olympiques d'été de 2012 ainsi qu'aux épreuves individuelles et par équipe des Jeux olympiques d'été de 2016.